# La Trinidad
Las Trinidad – gmina (municipio) w środkowym Hondurasie, w departamencie Comayagua. W 2010 roku zamieszkana była przez ok. 4,7 tys. mieszkańców. Siedzibą administracyjną jest miejscowość La Trinidad.

## Położenie
Gmina położona jest w środkowej części departamentu. Graniczy z 5 gminami:
- La Libertad i Ojos de Agua od północy,
- San Jerónimo od wschodu,
- El Rosario od południa,
- Meámbar od zachodu.

## Miejscowości
Według Narodowego Instytutu Statystycznego Hondurasu na terenie gminy położone były następujące miejscowości:
- La Trinidad
- EL Cordoncillo
- El Peñón
- Guacamaya
- Las Tierras
- Los Anises
- Tierra Blanca

## Historia
11 listopada 1827 roku, w czasie trwania wojny domowej w Hondurasie (1826–1829), pod miasteczkiem La Trinidad miało miejsce starcie zbrojne pomiędzy konserwatystami a liberałami. Konserwatyści sprzeciwiali się projektowi konstytucji postulującej federalną formę państwa. Po ich stronie opowiedziały się konserwatywne państwa, takie jak Gwatemala i Salwador. Mimo przewagi liczebnej wroga liberałowie zwyciężyli w pojedynku.

## Demografia
Według danych honduraskiego Narodowego Instytutu Statystycznego na rok 2010 struktura wiekowa i płciowa ludności w gminie przedstawiała się następująco:
| Wiek        | 0–3 | 4–6 | 7–12 | 13–17 | 18–24 | 25–64 | 65+ | razem |
| La Trinidad | 617 | 413 | 774  | 579   | 553   | 1 542 | 176 | 4 654 |
| Mężczyźni   | 304 | 212 | 364  | 304   | 279   | 779   | 88  | 2 330 |
| Kobiety     | 313 | 201 | 410  | 275   | 274   | 763   | 88  | 2 324 |